# Renate Schmidt

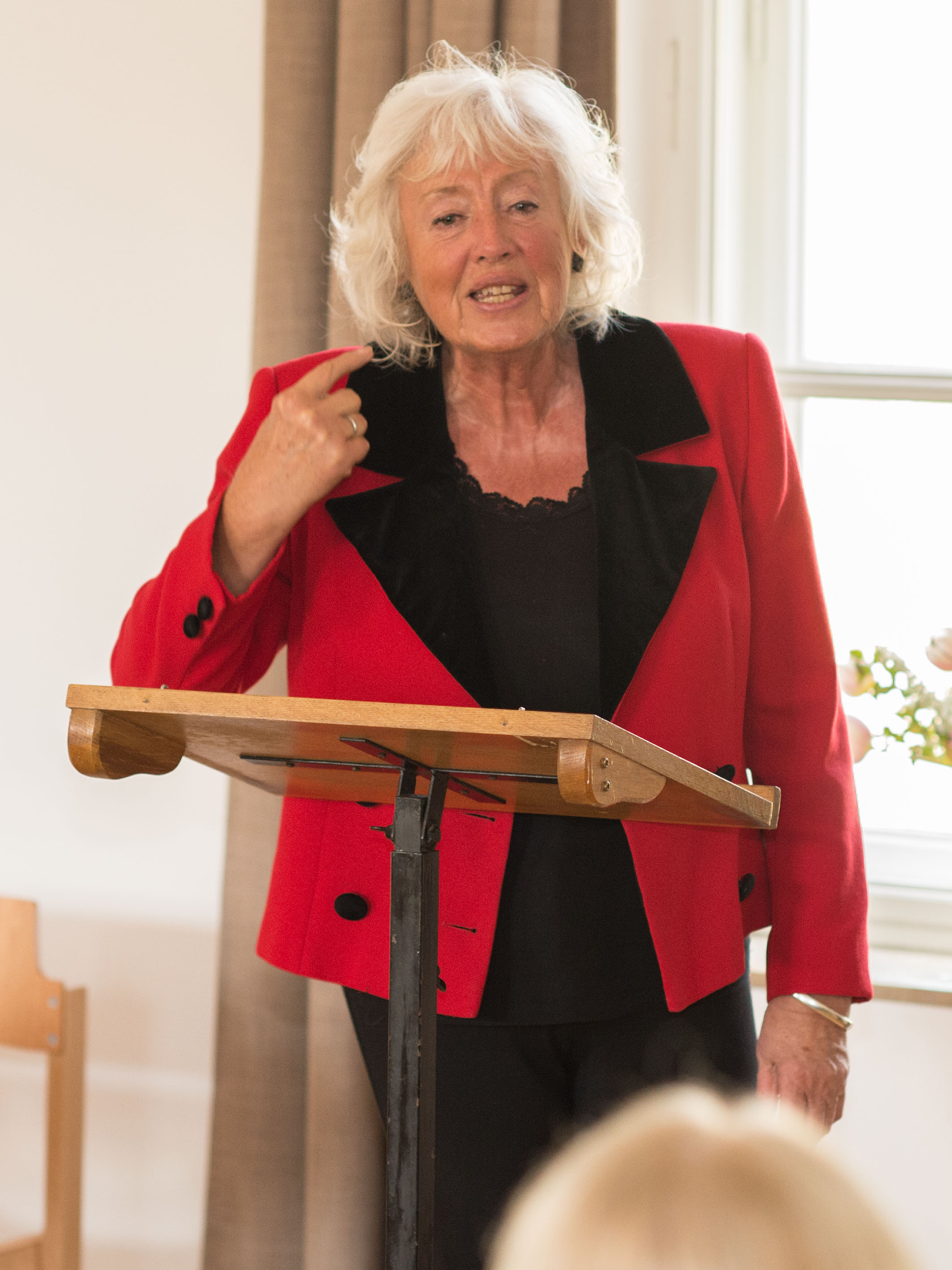
Renate Schmidt bei einer Lesung aus ihrem Buch Lasst unsere Kinder wählen (2014)

Renate Schmidt (geborene Pokorny, * 12. Dezember 1943 in Hanau) ist eine deutsche Politikerin (SPD).
Sie amtierte von 1990 bis 1994 als Vizepräsidentin des Deutschen Bundestages und war im Kabinett Schröder II von 2002 bis 2005 Bundesministerin für Familie, Senioren, Frauen und Jugend.

## Ausbildung und Beruf
Renate Schmidt musste 1961 ein Jahr vor dem Abitur vorzeitig das Helene-Lange-Gymnasium in Fürth verlassen, da ihre Schwangerschaft mit 17 Jahren damals noch als Schande für die Schule angesehen wurde. Nach der Heirat und der Geburt des Kindes im selben Jahr begann sie beim Versandhaus Quelle eine Ausbildung zur Programmiererin und bildete sich zur Systemanalytikerin fort. Nach einer Zeit der Selbständigkeit von 1968 bis 1970 kehrte sie als leitende Systemanalytikerin zu Quelle zurück. 1970 trat Schmidt in die Deutsche Angestellten-Gewerkschaft (DAG) ein, wurde 1972 Mitglied des Betriebsrats und war von 1973 bis 1980 freigestellte Betriebsrätin. Ab 1975 war Renate Schmidt auch Mitglied des Gesamtbetriebsrates des Konzerns und des Wirtschaftsausschusses. Von 1980 bis 1988 war sie stellvertretende Landesvorsitzende der Gewerkschaft HBV (heute ver.di) in Bayern. Von 2000 bis 2002 war Renate Schmidt Präsidentin der Zentralstelle KDV, von Mai 2002 bis Oktober 2002 Präsidentin des Deutschen Familienverbandes.

## Familie
Renate Schmidt wuchs in Coburg, Fürth und Nürnberg in einem evangelischen Elternhaus auf. Der Vater, ein technischer Angestellter, entstammte einer Prager Juristen- und Offiziersfamilie, während die Mutter, eine Verkäuferin und Reiseleiterin, eine Siebenbürger Sächsin (aus Frauendorf) war.
Renate Schmidt war in erster Ehe mit dem Hochbautechniker und Architekten Gerhardt Schmidt († 1984) verheiratet. Nach der Geburt von zwei weiteren Kindern übernahm ihr Mann ganztags Haushalt und Kinderbetreuung, während sie selbst berufstätig blieb.
Im Mai 1998 heiratete sie in zweiter Ehe den Sozialwissenschaftler und Maler Hasso von Henninges, mit dem sie in Nürnberg lebt. Aus ihrer ersten Ehe hat sie drei Kinder.

## Partei
Renate Schmidt ist seit 1972 Mitglied der SPD. Zusammen mit ihrem ersten Mann gründete sie 1973 eine örtliche Gruppe der Sozialistischen Jugend Deutschlands (Falken), die sie bis 1978 leitete.
Nach Jahren ehrenamtlicher kommunalpolitischer neben der beruflichen Tätigkeit wurde Renate Schmidt von der Arbeitsgemeinschaft sozialdemokratischer Frauen aufgefordert, für die Bundestagswahl 1980 zu kandidieren und zog als 36-Jährige mit einem Direktmandat in den Bundestag ein. Dort wirkte sie unter anderem als Vorsitzende des Fraktionsarbeitskreises "Gleichstellung von Mann und Frau". Von 1987 bis 1990 war sie stellvertretende Fraktionsvorsitzende und von 1990 bis 1994 Bundestagsvizepräsidentin.
Von 1991 bis 2000 war Schmidt Landesvorsitzende der SPD in Bayern. Bei den Landtagswahlen 1994 und 1998 war sie jeweils Spitzenkandidatin der SPD für das Amt des Bayerischen Ministerpräsidenten, konnte sich aber nicht gegen Amtsinhaber Edmund Stoiber durchsetzen. 1999 kündigte sie ihren langfristigen Rückzug von der bayerischen Partei- und Fraktionsspitze an, den sie dann schon im Mai 2000 vollzog.
Von 1991 bis 2005 war sie Mitglied des Präsidiums der SPD, von 1997 bis 2003 zudem stellvertretende Bundesvorsitzende der SPD.

## Öffentliche Ämter

### Abgeordnete
Renate Schmidt war von 1980 bis 1994 Mitglied des Deutschen Bundestages. Hier war sie
von 1987 bis 1990 stellvertretende Vorsitzende der SPD-Bundestagsfraktion und Vorsitzende des Fraktionsarbeitskreises „Gleichstellung von Mann und Frau“. Von 1990 bis 1994 war sie Vizepräsidentin des Deutschen Bundestages.
Von 1994 bis 2002 gehörte Renate Schmidt dem Bayerischen Landtag an und war hier bis 2000 auch Vorsitzende der SPD-Landtagsfraktion (Stimmkreis Nürnberg-Nord, direkt gewählt).
Im 15. Deutschen Bundestag (2005–2009) (Große Koalition; Kabinett Merkel I, Bundestagswahl 2005) war sie erneut Mitglied. Sie war ordentliches Mitglied im Ausschuss für Bildung, Forschung und Technikfolgenabschätzung.
Schmidt zog 1980 und 1990 als direkt gewählte Abgeordnete des Wahlkreises Nürnberg-Nord in den Bundestag ein, 1983 und 1987 über die Landesliste Bayern. 2005 kandidierte sie im Wahlkreis Erlangen.
Zur Bundestagswahl 2009 verzichtete Schmidt auf eine erneute Bundestagskandidatur, so dass sie zum Ende der Legislatur aus dem Bundestag ausschied.

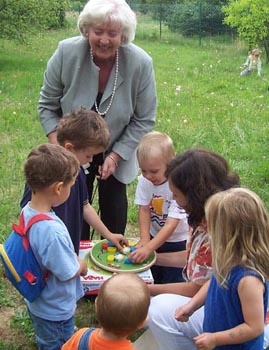
Renate Schmidt beim Besuch einer Firma mit eigener Kinderkrippe (2005).

### Bundesregierung
Vom 22. Oktober 2002 bis zum 22. November 2005 war Schmidt Bundesministerin für Familie, Senioren, Frauen und Jugend in der von Gerhard Schröder geführten Bundesregierung. In diesem Amt engagierte sie sich für Erhöhung der Anzahl guter Betreuungseinrichtungen, Bekämpfung der Kinderarmut, Entlastung von Alleinerziehenden und Fortentwicklung des Familienlastenausgleichs. So brachte sie das Bundesprogramm „KitaPlus“ auf den Weg und bereitete die Reform des Elterngeldes vor. Ein weiteres Anliegen war Renate Schmidt die Bekämpfung der Gewalt gegen Frauen. Sie rief auch die Initiative „Allianz für Menschen mit Demenz“ ins Leben.

### Ehrenamtliches Engagement

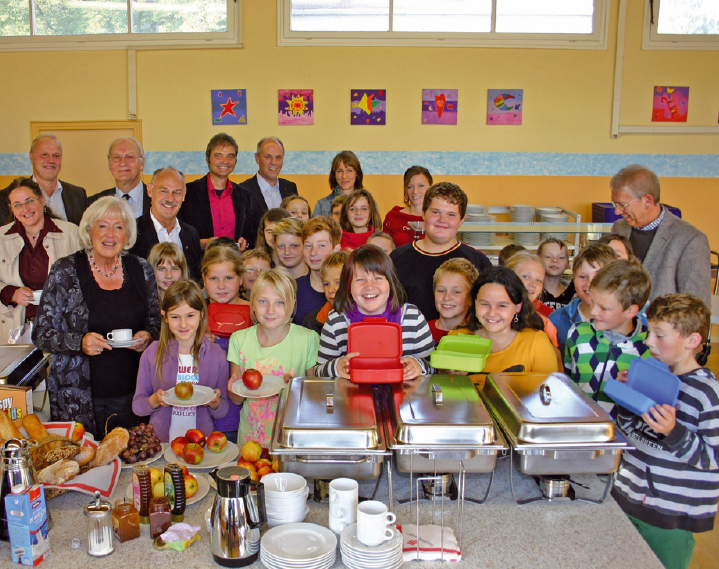
Start des Schulfrühstückprojektes an der Ritter-von-Spix-Schule in Höchstadt/Aisch

Renate Schmidt ist Mitglied der Vereinigung Gegen Vergessen – Für Demokratie, Kuratoriumsmitglied von Mehr Demokratie und des Deutschen Familienverbandes. Sie ist Mitglied im Ehrenrat von AMCHA Deutschland, der zentralen Organisation für die psychosoziale Hilfe von Überlebenden des Holocaust und ihren Nachkommen in Israel.
Weitere ehrenamtliche Tätigkeiten (u. a.):
- Ethikbeirat gegen Spielsucht des Deutschen Lotto/Toto-Blocks
- Mitglied Konvent für Deutschland
- Mitglied von „Gegen Vergessen – Für Demokratie“
- Kuratoriumsvorsitzende des Deutschen Familienverbandes
- Kuratoriums-Mitglied Mehr Demokratie
- Mitglied des Kuratoriums des Dokumentationszentrums Reichsparteitagsgelände in Nürnberg
- Schirmherrin Lebensmittelpunkt der Laufer-Mühle
- Schirmherrin des Vereins erfolgsfaktor FRAU in Nürnberg[15]
- Mitglied des Kuratoriums Fränkische Galerie
- Mitglied Kuratorium Max-Planck-Institut für die Physik des Lichts Erlangen
- Mitglied Ehrenrat AMCHA Deutschland
- Vorsitzende des Bayerischen Jugendrotkreuzes[16]
- Mitglied des Kuratoriums von „Leuchtpol – Energie und Umwelt neu erleben“[17]
- Berufenes Mitglied der Deutschen Akademie für Fußball-Kultur[18]

## Ehrungen
Sie wurde mit der Verfassungsmedaille des bayerischen Landtags und von der Georg-von-Vollmar-Akademie mit dem Waldemar-von-Knoeringen-Preis ausgezeichnet, den die Akademie alle zwei Jahre an herausragende Persönlichkeiten verleiht, die in der Tradition der Arbeiterbewegung und der Ziele des demokratischen Sozialismus stehen. 1992 wurde sie mit dem Wilhelm-Dröscher-Preis ausgezeichnet. 1993 wurde ihr der Goldene Nürnberger Trichter verliehen und 1994 erhielt sie den Orden wider den tierischen Ernst des Aachener Karnevalvereins. Sie ist seit 2014 Ehrenbürgerin der Stadt Nürnberg (die Ehrenbürgerwürde wurde in einem Festakt im Historischen Rathaussaal am 18. Oktober 2014 verliehen) und erhielt im Oktober 2014 die Luthermedaille der EKD. Im Mai 2014 erhielt sie die Goldene Verdienstmedaille des Deutschen Familienverbandes für ihr Engagement für das Wahlrecht ab Geburt.
Sie ist zudem Preisträgerin des Wenzel-Jaksch-Preises der Seliger-Gemeinde, des Toni-Pfülf-Preises (2017) und der Kußmaul-Medaille der Deutschen Gesellschaft für Rheumatologie (2016).

## Publikationen
- Mut zur Menschlichkeit, ECON Verlag, 1995.
- SOS Familie. Ohne Kinder sehen wir alt aus, Rowohlt Verlag, 2002.
- Anmerkung der Bundesministerin Renate Schmidt zum Familienwahlrecht in Humboldt Forum Recht.
- Lasst unsere Kinder wählen!, Kösel-Verlag 2013.
- mit Helma Sick: Ein Mann ist keine Altersvorsorge, Kösel-Verlag 2015.